# Poste restante (film)
Poste restante – polski krótkometrażowy film dokumentalny z 2008 w reżyserii Marcela Łozińskiego.
Film opowiada historię niedoręczonego listu, jednego z tych, które w związku z nieodnalezieniem adresata trafiają do Urzędu Przesyłek Niedoręczalnych w Koluszkach. Film jest dedykacją dla Katarzyny Maciejko-Kowalczyk, która była montażystką i współpracowniczką Marcela Łozińskiego.
Film otrzymał najważniejsze nagrody filmowe: Nagrodę Główną „Srebrnego Smoka” dla najlepszego filmu dokumentalnego, Nagrodę FIPRESCI na Krakowskim Festiwalu Filmowym; Nagrodę Discovery Networks Central Europe w Konkursie Krótkometrażowych Filmów Dokumentalnych na Festiwalu Camerimage oraz Europejską Nagrodę Filmową w kategorii: Najlepszy Film Krótkometrażowy. 